# B Corporation
Сертификация B Corporation (также известная как сертификация B Lab или сертификация B Corp) — частная сертификация, выдаваемая коммерческим компаниям глобальной некоммерческой организацией B Lab, офисы которой расположены в США, Канаде, Европе, Австралии, Новой Зеландии. Чтобы удостоиться сертификации и сохранить её, компании должны получить минимальный балл (80) в онлайн-тестировании оценки социального и экологического воздействия, предоставить определённую документацию и указать статус предприятия, а также платить ежегодную плату в размере от $ 500 до $ 50 000, в зависимости от годовых продаж Также компании должны проходить повторную сертификацию каждые три года, чтобы сохранить свой статус.
По состоянию на июнь 2020 года в Certified B Corporation зарегистрировано более 3350 участников из 71 страны в более чем 150 индустриях.

## Цель
B Lab сертификация — это сторонние стандартные, требующие, требующие компаний для удовлетворения стандартов социальной устойчивости и экологической деятельности, соответствуют стандартам подотчетности и быть прозрачным для публики в соответствии с оценкой, которую они получают по оценке. B Lab сертификация относится ко всей компании во всех линиях продукции и выпускаемых областях.
Вопрос в решении быть сертифицированным B Corp будет влечь за собой административные и правовые расходы, с которыми корпорация сталкивается в связи с изменением своей бизнес-модели в соответствии с правилами B Lab.
По закону, в Массачусетсе или штатах, что признают сертификацию B Corp, это не приносит никакого законного значения своим акционерам, заинтересованным сторонам или своим сотрудникам.
B Corp сертификация не принесет никаких юридических обязательств к С Corp или любых коммерческих бизнес-структур, кроме своей бизнес-модели, которая должна придерживаться B Lab. Чтобы добавить, многие C Corp обычно адаптируют сертификат B Cor, чтобы завоевать расположение.

## Преимущества
- Подобно другим бизнес-ассоциациям, сертифицированные B Corp и их сотрудники имеют доступ к ряду скидок от сторонних организаций и других членов.[6]
- Академические вклады прощения кредита.[7][8][9]
- Инструмент брендинга
- Нет юридической ответственности

## Недостатки
Сертификация B Lab не имеет юридического статуса.
Чтобы получить и поддерживать сертификацию B Corporation, B Lab взимает ежегодные административные и юридические сборы в зависимости от дохода, полученного соответствующими компаниями.